# Nocturama
Nocturama es el decimosegundo álbum de estudio del grupo australiano Nick Cave and the Bad Seeds, publicado por la compañía discográfica Mute Records en febrero de 2003. El álbum supuso la reunión de Cave con Nick Launay, que produjo anteriormente el álbum de The Birthday Party Junkyard 21 años antes. 
Tras su publicación, Nocturama obtuvo en general buenas críticas de la prensa musical, con un promedio de 73 sobre 100 en la web Metacritic basada en 26 reseñas.

## Lista de canciones
Todas las canciones escritas y compuestas por Nick Cave. 
| N.º | Título                    | Duración |  |
| 1.  | «Wonderful life»          | 6:49     |  |
| 2.  | «He Wants You»            | 3:30     |  |
| 3.  | «Right Out Of Your Hand»  | 5:15     |  |
| 4.  | «Bring It On»             | 5:22     |  |
| 5.  | «Dead Man in My Bed»      | 4:40     |  |
| 6.  | «Still in Love»           | 4:44     |  |
| 7.  | «There Is a Town»         | 4:58     |  |
| 8.  | «Rock of Gibraltar»       | 3:00     |  |
| 9.  | «She Passed by My Window» | 3:20     |  |
| 10. | «Babe, I'm on Fire»       | 14:45    |  |

## Personal
Nick Cave & The Bad Seeds
- Nick Cave: voz (1-10), piano (1-3,5-8,10), Hammond (1,4-8,10)
- Mick Harvey: guitarra (1,3-7,9,10), coros (3,5,7,10), órgano (2,9), guitarra acústica (8), bajo (8), bongos (1), triángulo (1)
- Blixa Bargeld: pedal steel guitar (1-3,7,9), guitarra (4,6,10), coros (5,10), guitarra (5, 7)
- Thomas Wydler: batería (1,3,5,6,8,10), caja (4,7), shaker (2)
- Martyn P. Casey: bajo (1-7,9,10)
- Jim Sclavunos: batería (2,4,7,9), coros (7), percusión (10), pandereta (8)
- Warren Ellis: violín (2-10)
- Conway Savage: coros (3,5,7,10)

Invitados
- Chris Bailey: coros en "Bring It On"
- John Turnbull: coros en "He Wants You", "Bring It On", "There Is a Town" y "She Passed by My Window"
- Norman Watt-Roy: coros en "He Wants You", "Bring It On" y "There Is a Town"
- Mickey Gallagher: coros en "He Wants You", "Bring It On", "There Is a Town" y "She Passed by My Window"
- Chas Jankel: coros en "He Wants You", "Bring It On" y "There Is a Town"